# 中島郵便局 (徳島県)
中島郵便局（なかしまゆうびんきょく）は、徳島県阿南市にある郵便局。民営化前の分類では無集配特定郵便局であった。

## 概要
住所：〒779-1245 徳島県阿南市那賀川町中島547

## 沿革
- 1956年（昭和31年）9月30日 - 市町村合併に伴い、那賀川町内の郵便局となる。
- 2006年（平成18年）3月20日 - 市町村合併に伴い、阿南市内の郵便局となる。
- 2006年（平成18年）10月16日 -  羽ノ浦郵便局へ集配業務を移管、無集配局となる。郵便番号を779-1299から779-1245に変更[1]。
- 2007年（平成19年）10月1日 - 民営化に伴い、郵便局株式会社中島郵便局となる。
- 2012年（平成24年）10月1日 - 日本郵便株式会社発足に伴い、日本郵便株式会社中島郵便局となる。

## 取扱内容
- 郵便、印紙、ゆうパック、内容証明
- 貯金、為替、振替、振込、国債
- 生命保険、バイク自賠責保険
- 地方公共団体事務（阿南市入場券の販売）
- ゆうちょ銀行ATM

## 風景印
- 図柄は初代安房公房・足利義冬公の像、歴史民俗資料館。局名表記は「徳島・中島」
- 使用開始日は2002年（平成14年）3月1日

## 周辺
- 村上内科外科医院
- アップル調剤薬局中島店

## アクセス
- JR牟岐線 阿波中島駅
- 徳島バス 村上内科外科医院前停留所下車
- 徳島県道278号蛭子原西の久保線沿い
- 駐車場:3台